# 三菱Minica Toppo
三菱Minica Toppo（日语：三菱・ミニカトッポ）為日本三菱汽車自1990年至1998年間開發生產的輕型高頂旅行車及輕型貨車，乃衍生自第六、七代三菱Minica的高頂版車型。

## 概要
1989年（平成元年）開幕的第28屆東京車展（現改稱日本移動展）上展出，翌年隨著新頒布的輕型車規制而發售。全車的機械結構大體上與Minica共通，但為了擴大車室空間而拉高車頂。車身雙側左右不對稱乃其重要特徵，左車門比右側還要大。後車門右側設置鉸鏈以橫向開啟，部分車型可向上掀開玻璃車窗。關於車名「Toppo」在義大利語中意謂家鼠，源自1960年代義大利最受歡迎的兒童木偶戲《吉喬鼠》（Topo Gigio）。

## 歷史

### 第一代H22A/V・H27A/V型（1990年-1993年）
1990年 - 2月因應新頒布的輕型車規制，三菱Minica Toppo隨著第六代三菱Minica小改款而正式發售。除了入門級「Q」及商用車型搭載548c.c.直列三缸SOHC十二汽門3G81型引擎，其餘車型皆搭載十五汽門的同型引擎。
1992年 - 1月實行小改款，變更車頭進氣壩與後保桿的設計，同時追加具有可掀式帆布車頂、548c.c.直列三缸DOHC十五汽門ECI燃油噴射渦輪增壓3G81型引擎的「Qt」，以及可掀式帆布車頂的「Qc」等二種車型。
1993年 - 9月隨著Minica改朝換代而停止生產。

#### 獲獎紀錄
第一代Minica Toppo曾獲得1993年度優良設計獎。

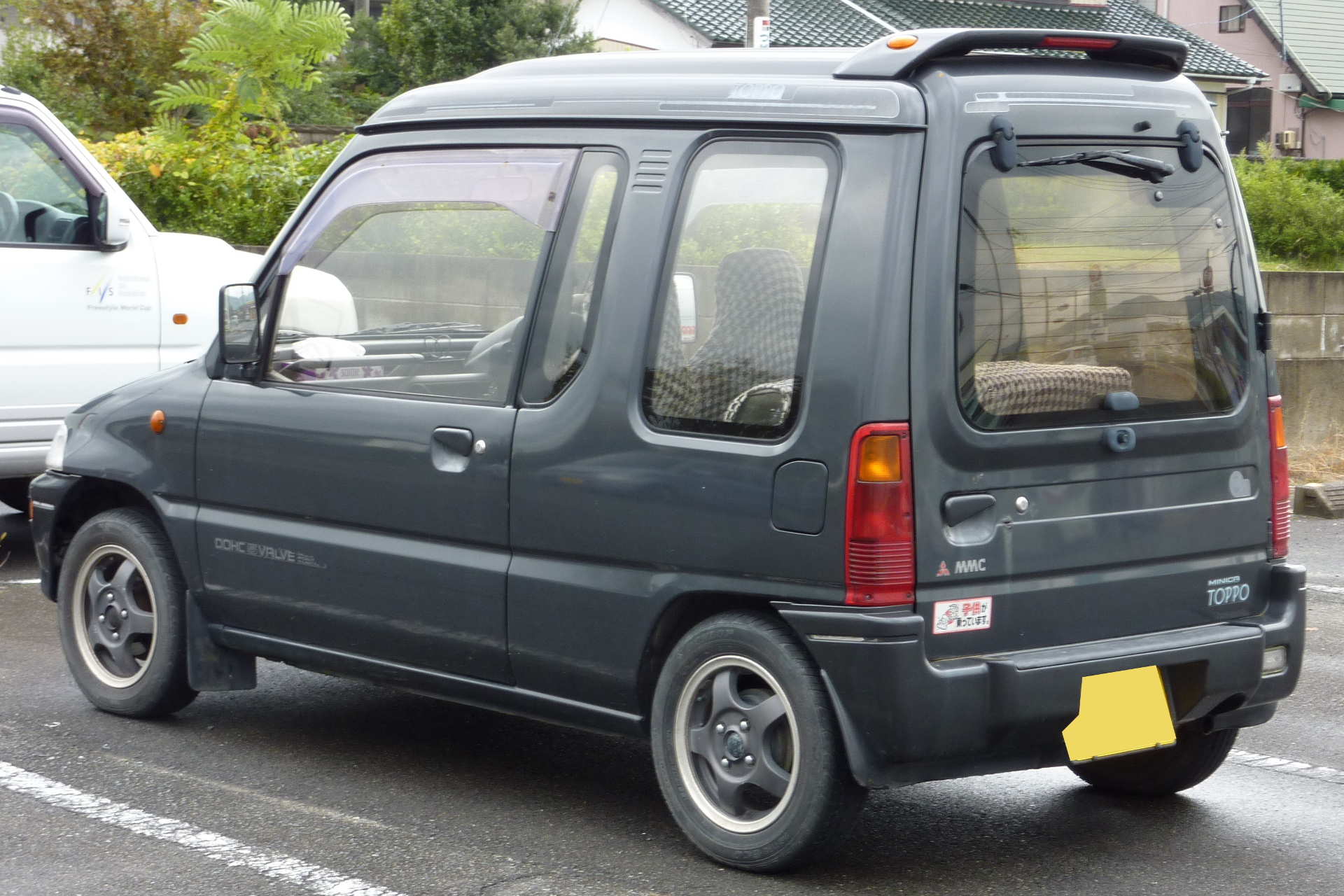
後期型車尾
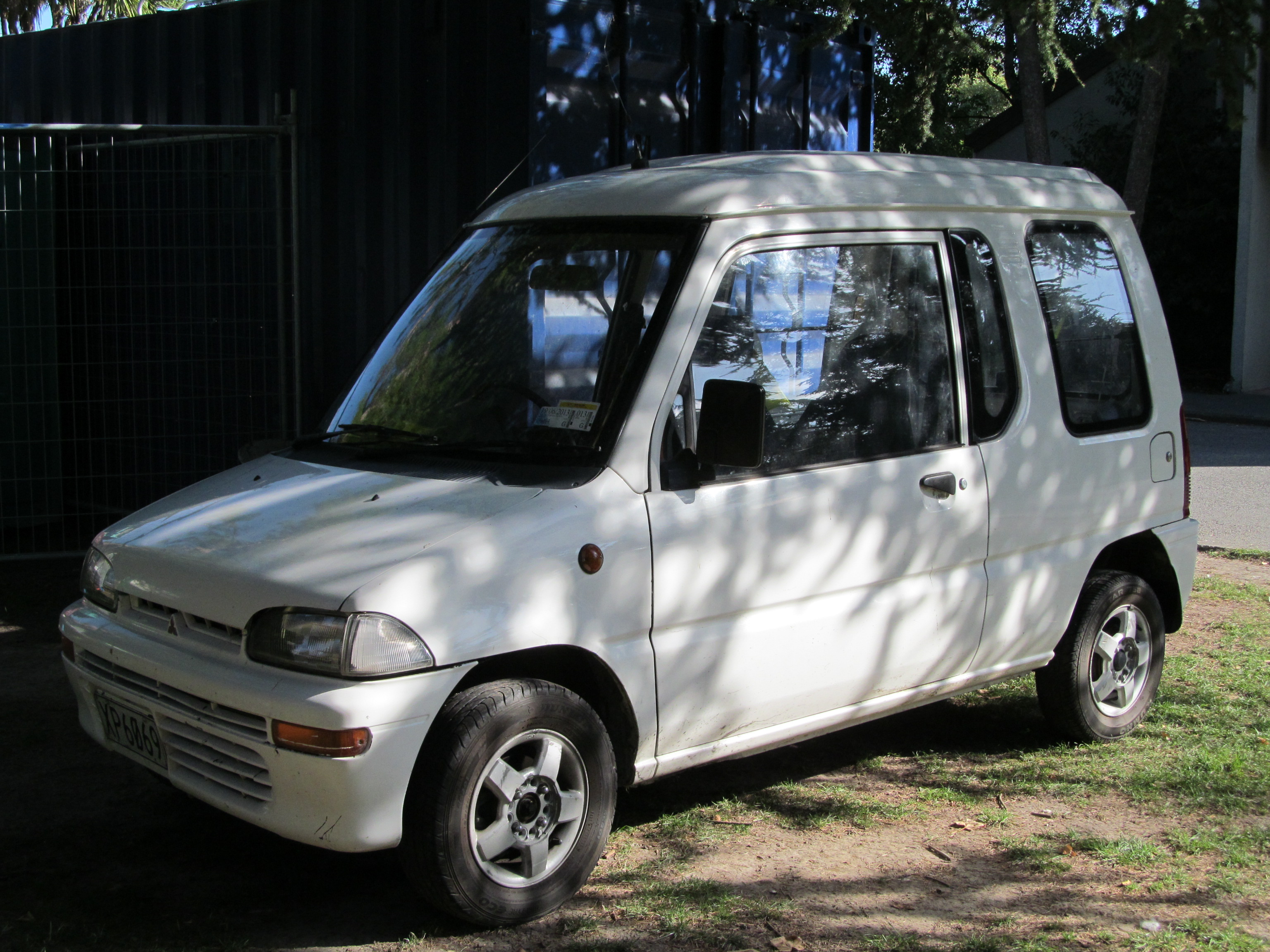
後期型車頭
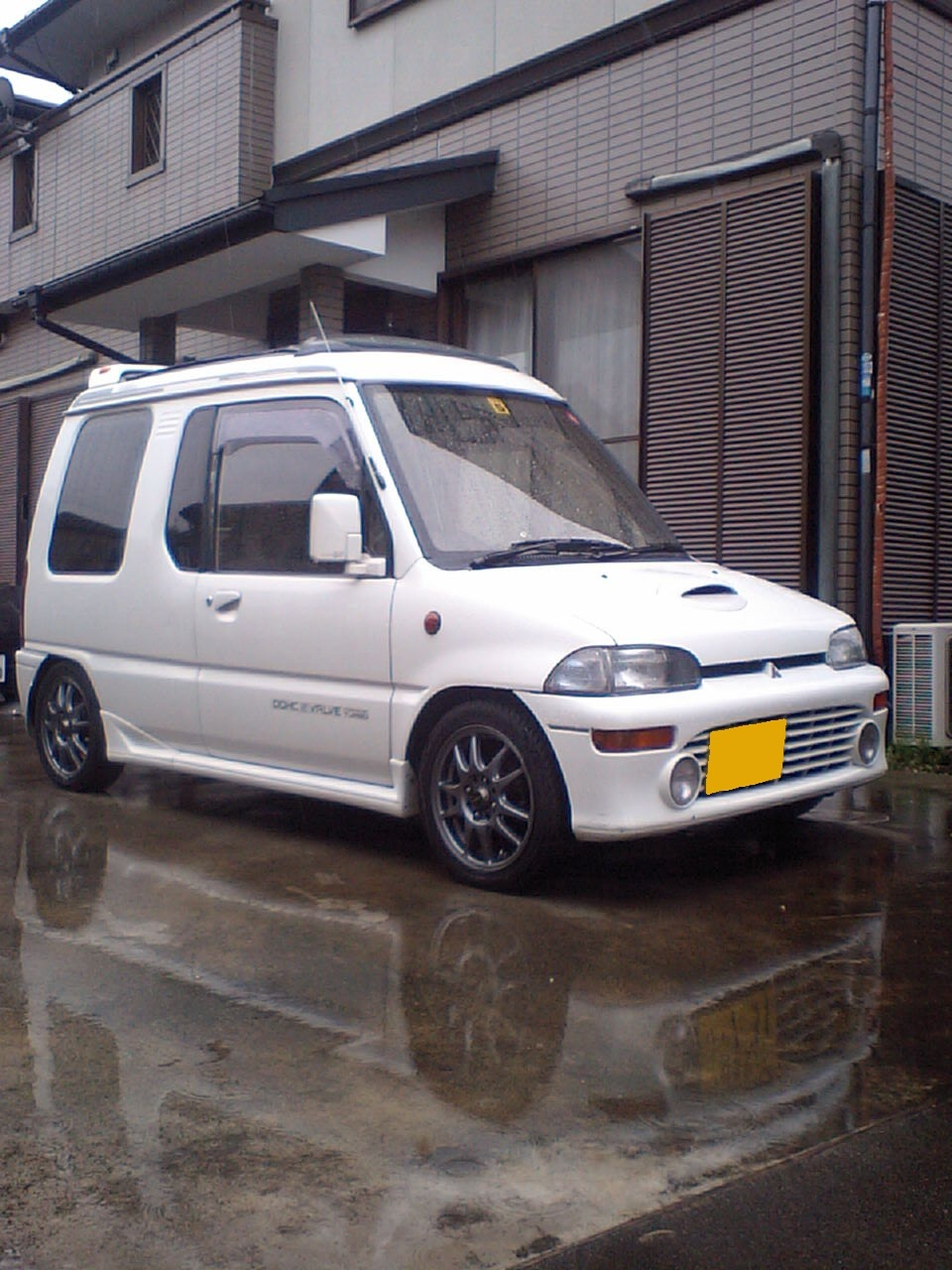
Minica Toppo Qt後期型車頭

### 第二代H32A/V・H37A/V型（1993年-1998年）
1993年 - 2月實施大改款，機械結構大抵與第七代三菱Minica相同，但變更車頭造型設計，以及延長軸距至2,280mm。動力心臟採用659c.c.直列四缸SOHC十六汽門自然進氣4A30型引擎，可榨出最大馬力50ps / 7,500rpm、最大扭力5.5kg·m / 5,500rpm（雙桶下吸式化油器）。另有659c.c.直列四缸DOHC二十汽門雙渦流渦輪增壓4A30型引擎（附中冷器），最大馬力64ps / 7,500rpm、最大扭力10.2kg·m / 3,500rpm（ECI多點噴射）。
1995年 - 11月實行小改款，變更車頭部分設計，自然進氣版的4A30型引擎改成ECI多點噴射供油，最大馬力變成55ps / 7,000rpm，最大扭力則是6.1kg·m / 5,000rpm。
1997年 - 1月追加具有金魚眼頭燈、大型鍍鉻橫柵進氣壩等復古元素的「Town Bee」車型。
1998年 - 10月隨著政府當局修改輕型車規制而停產，後繼車款為三菱Toppo BJ。

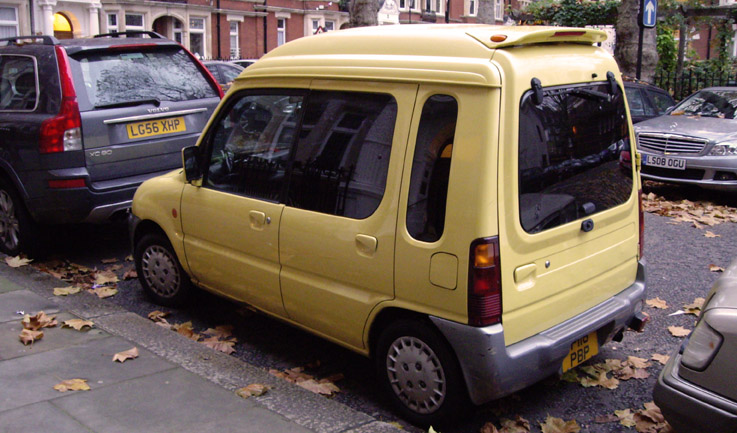
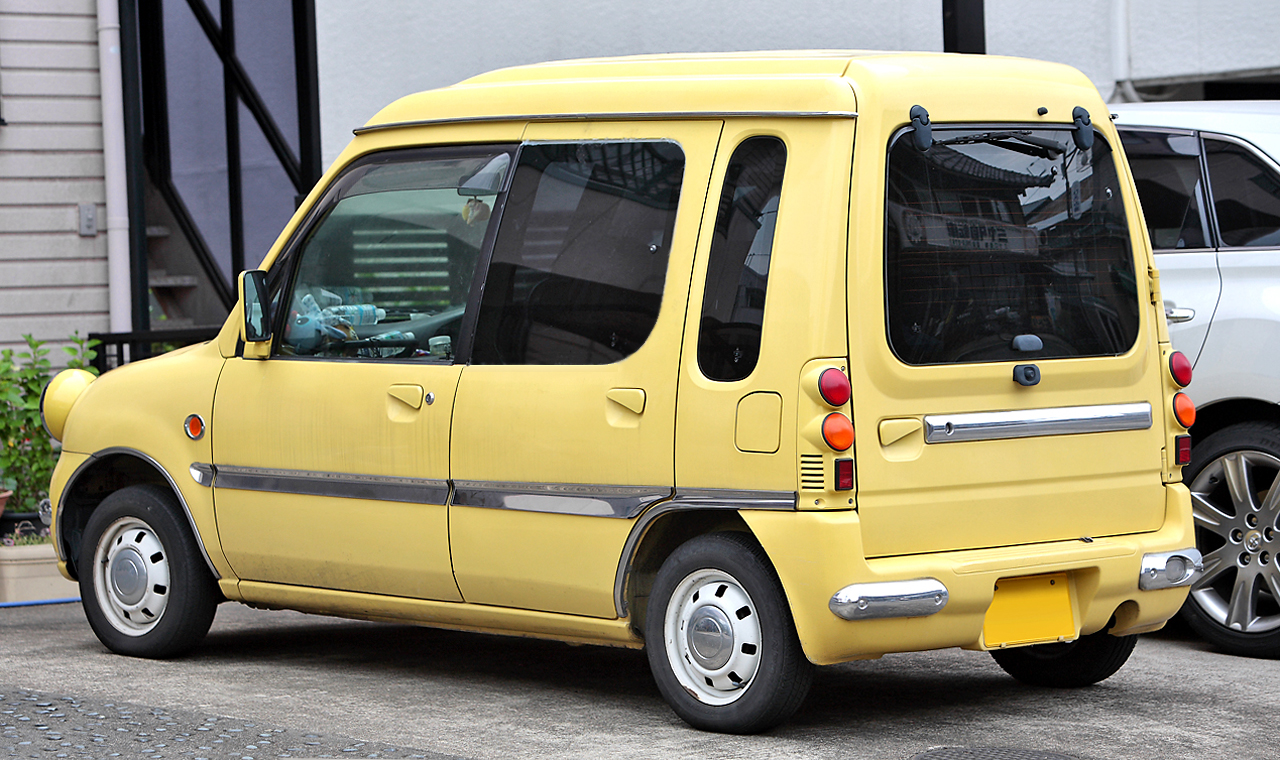
Town Bee車尾
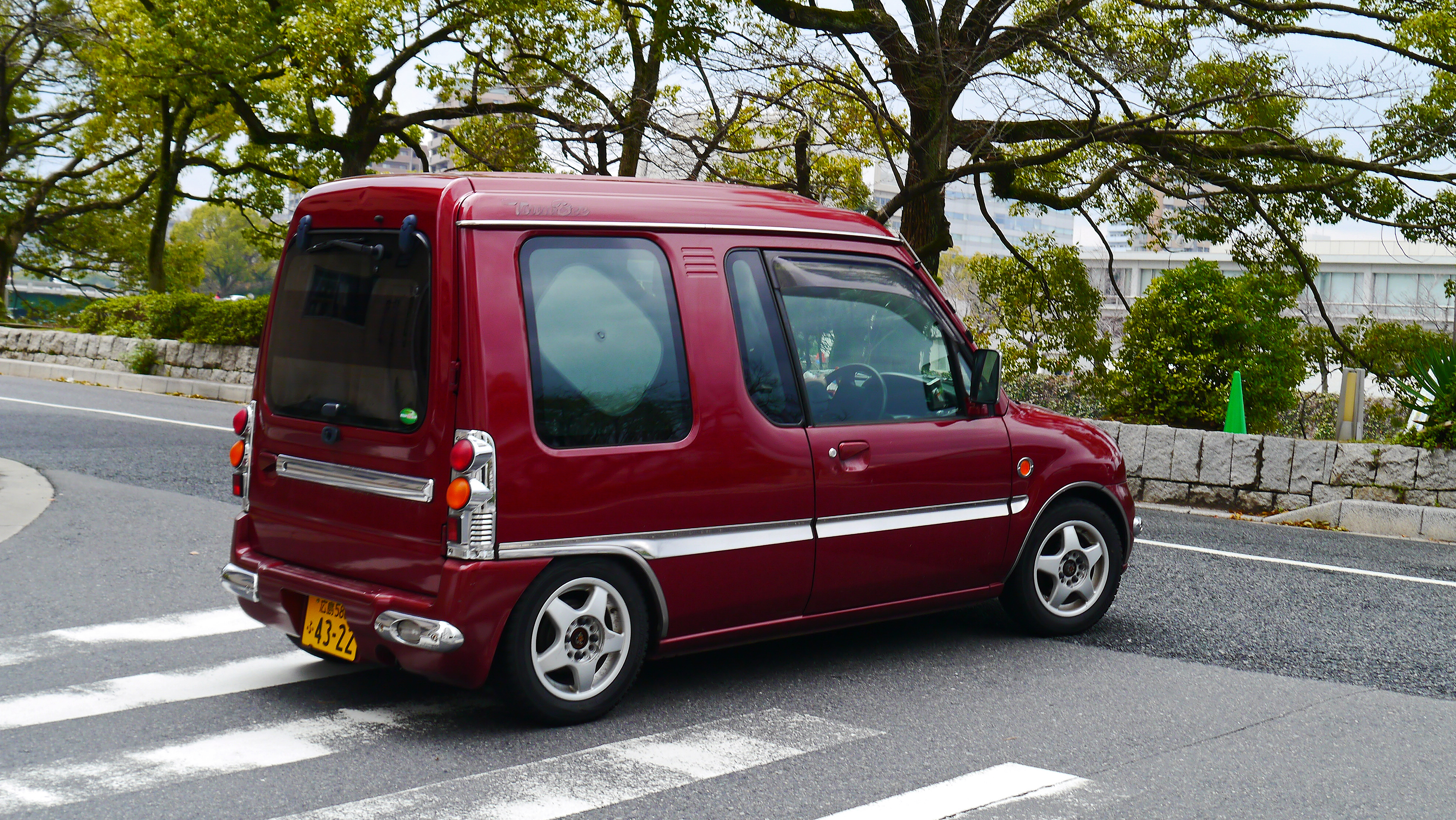

## 外部連結
- （日語）ピンク色は大好きな“あの映画から” （页面存档备份，存于）
- （日語）名車文化研究所：ミニカトッポ （页面存档备份，存于）